# Triclema obscura
Triclema obscura är en fjärilsart som beskrevs av Druce 1910. Triclema obscura ingår i släktet Triclema och familjen juvelvingar. Inga underarter finns listade i Catalogue of Life.